# Meiendorfer Weg
Meiendorfer Weg – stacja metra hamburskiego na linii U1. Stacja została otwarta 1 kwietnia 1925. 

## Położenie
Stacja posiada jeden peron wyspowy, o długości około 120 metrów. Meiendorfer Weg znajduje się w północno-wschodniej części stacji, gdzie znajdują się również schody prowadzące na peron.